# Jasionówka (village)
Pour les articles homonymes, voir Jasionówka.
Jasionówka est un village polonais de la voïvodie de Podlachie et du powiat de Mońki. Il est le siège de la gmina de Jasionówka et comptait environ 860 habitants en 2006.